# Zygmunt Kowalczykiewicz
Zygmunt Kowalczykiewicz (ur. 7 kwietnia 1937 w Koninie, zm. 11 sierpnia 2020 tamże) – polski górnik, historyk i działacz społeczny, autor licznych publikacji, głównie związanych z historią górnictwa w Koninie.

## Życiorys
Urodził się i zmarł w Koninie. Był synem Marka Kowalczykiewicza i  Anny Kowalczykiewicz z domu Kolańskiej. W październiku 1939 roku wysiedlony wraz z rodziną do Gruszowa Wielkiego. W 1940 roku powrócił do Konina, by następnie przenieść się na Przydziałki, gdzie mieszkał wraz z rodziną do końca II wojny światowej. 
W 1945 roku rozpoczął naukę w drugiej klasie szkoły podstawowej w Koninie. W 1950 roku ukończył Szkołę Ogólnokształcącą Stopnia Podstawowego nr 1 im. St. Konarskiego w Koninie. Zdał egzamin do gimnazjum, lecz niestety ze względu na swoje pochodzenie (jego rodzice prowadzili prywatną działalność gospodarczą) nie został przyjęty do nowej szkoły. Z konieczności, przez następne dwa lata, popołudniami, uczęszczał do szkoły zawodowej, ucząc się na ślusarza maszynowego. Równocześnie uczył się samodzielnie materiałów z zakresu gimnazjalnego. Od 1957 do 1959 służył w jednostce pancernej w Opolu (uzyskał stopień starszego szeregowego). W 1966 roku ukończył Technikum Górnicze w Koninie na profilu technik mechanik (w zakresie specjalności mechanizacji górnictwa odkrywkowego). Z wykształcenia był górnikiem mechanikiem i magistrem historii (tytuł ten uzyskał na UAM-ie w 1982 roku). Pracownik Kopalni Węgla Brunatnego Konin w latach 1955–2002. Pracę w kopalni rozpoczął na stanowisku maszynisty lokomotywy elektrycznej. Był też organizatorem górniczych sylwestrów i przewodnikiem wycieczek po kopalni podczas obchodów 1000-lecia państwa polskiego. Pomysłodawca ceremoniału nadania stopnia górniczego i szpady (uroczystość została zatwierdzona w 1976 roku). Autor wydawnictw popularnonaukowych z dziedziny górnictwa odkrywkowego węgla brunatnego: książek, artykułów i scenariuszy do filmów dokumentalnych ilustrujących dzieje Kopalni Węgla Brunatnego Konin, oraz publikacji regionalnych związanych z Koninem i Wielkopolską Wschodnią. Popularyzator wiedzy historycznej na łamach czasopism regionalnych i krajowych. Współzałożyciel konińskiego klubu żeglarskiego (1955 r.). Współorganizator miejskich, amatorskich zespołów estradowych w Kopalni Konin oraz komendy „Służba Polsce” i Zarządu Powiatowego Ligi Przyjaciół Żołnierza. Działacz społeczny w Polskim Związku Żeglarskim, Polskim Towarzystwie Turystyczno-Krajoznawczym, Stowarzyszeniu Inżynierów i Techników Górnictwa, Naczelnej Organizacji Technicznej, Towarzystwie Przyjaciół Konina, Kabarecie „Koński ogon” oraz spółdzielczości mieszkaniowej. Wielokrotnie nagrodzony i wyróżniony za pracę zawodową i społeczną. Kierowniki artystyczny Powiatowego Zespołu Pieśni i Tańca „Służba Polsce”. Był też honorowym dawcą krwi i członkiem PZPR. Dzięki niemu godnie upamiętniono Żydów zgładzonych w Lesie Rudzickim. Również dzięki jego inicjatywie doprowadzono do umieszczenia w 2002 roku tablicy upamiętniającej Żydów z obozu pracy w Czarkowie oraz postawienia pamiątkowego kamienia z tablicą informacyjną o pierwszym polu wydobywczym na Glince. Tuż przed przejściem na emeryturę w 2002 roku usiłował uratować mury konińskiej brykietowni.

## Życie prywatne
Od 1962 roku żonaty z Jadwigą Zimną. Nie miał dzieci. 

## Twórczość

### Wydawnictwa książkowe
- Monografia Konińskiego Okręgu Przemysłowego. Wydanie zbiorowe Katowice 1969
- Zarys tradycji górniczych i dziejów Kopalni "Konin". Konin 1983
- Dwadzieścia pięć lat Odkrywki "Pątnów" 1962-1987. Konin 1987
- Czterdziestolecie Koła Zakładowego Stowarzyszenia Inżynierów i Techników Górnictwa 1953-1993. Konin 1993
- Dzieje Kazimierza Biskupiego Część I. Wydanie zbiorowe. Gmina Kazimierz Biskupi – Gmina Kazimierz Biskupi Wydawnictwo "Apeks" ISBN 83-88349-03-01
- Ziemia Konińska w Powstaniu Styczniowym 1863-1864. Praca zbiorowa wydana z okazji konferencji naukowej w 130 rocznicę Powstania Styczniowego w
- Ciążeniu w 1993 r. s 71-75 "Fizografia obszarów pogranicza zaborów między Prosną a Gopłem z okresu Powstania Styczniowego"
- Przeszłość dźwiękiem zapisana czyli o orkiestrze dętej Kopalni "Konin" 1954-1994. KWB "Konin"1994
- Zaczęło się w Brzeźnie. Dzieje Kopalni Węgla Brunatnego "Konin" 1945-1995.KWB "Konin" Drukarnia Braci Wielińskich 1995r.
- Odkrywka "Joźwin" 1971-1996. KWB "Konin" 1996
- Nas przyjaźń tu wiodła. Zbiorek pieśni i piosenek. Konin 1996
- Okruchy Kopalnianego czasu. Kopalnia Węgla Brunatnego "Konin" w datach i faktach. KWB "Konin" Drukarnia Braci Wielińskich 1997 r.
- Brykietownia Kopalni Węgla Brunatnego "Konin" 1946-1996. Konin 1996
- Nadwarciańskie gawędy. Konin 1997
- Księga wiślanego flisu. Praca zbiorowa pod red. Tadeusza Górskiego. Wydawnictwo "44" Gdynia 1997. Strona 60-61 "Szlakiem piastowskiej przeszłości"
- Spadkobiercy staszicowskich szeregów. Stowarzyszenie Inżynierów i Techników Górnictwa Oddział Poznańsko - Koniński w latach 1958-1998. Konin 1998
- Konińska szkatuła wspomnień. Urząd Miejski w Koninie Wydawnictwo "Apeks" ISBN 83-86139-91-9 2000r.
- Konińskie świętowania. Urząd Miejski w Koninie Agencja Artystyczno -  Reklamowa "Parada" ISBN 83912786-1-1 2001r.
- Kalendarium konińskie. Wiek XX Urząd Miejski w Koninie Agencja Artystyczno Reklamowa "Parada" 2002r.
- Konińskie epizody. Konin 2004 Mass Media s.c. ISBN 83-88349-12-0
- Osiem legend Konina. Konin 2005 Mass Media s.c.
- Gadułki koninian. Konin 2012 Wydawnictwo Miejskiej Biblioteki Publicznej "SETIDAVA" ISBN 978-83-87582-47-0
- Konińskie opowieści. Konin 2014[1]

### Artykuły drukowane w periodykach
- Kronika Wielkopolski 3(78) "Koniński Węgiel Brunatny"
- Kronika Wielkopolski 1(180) "Brykietownia w Koninie".1997
- Kronika Wielkopolski1(84) "Zielone barwy brunatnego górnictwa. Ochrona środowiska przyrodniczego w Kopalni Węgla Brunatnego "Konin". 1998
- Kronika Wielkopolski 3(99) Dawny cmentarz ewangelicki w Bilczewie 2001
- Kronika Wielkopolski 1(105) Budowa odkrywki węgla brunatnego. 2003[1]

### Scenariusze do filmów dokumentalnych
- 1994 r. Przeszłość dźwiękiem zapisana.
- 1995 r. Węglem zapisane
- 1996 r. Brunatne cegiełki
- 1997 r. W zgodzie z przyrodą[1].

## Nagrody i odznaczenia
- Złoty Krzyż Zasługi
- Honorowa Odznaka NOT
- Zasłużony dla górnictwa
- zasłużony dla województwa konińskiego
- Zasłużony dla Miasta Konina (dwukrotnie)
- Zasłużony dla Powiatu Konińskiego
- Honorowa szpada górnicza i kordzik górniczy oraz stopień honorowy dyrektora górniczego I stopnia[1][8]